# Ómicron1 Canis Majoris

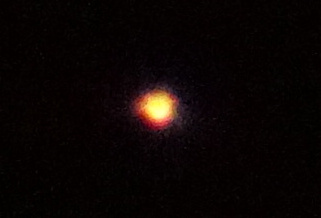

Ómicron1 Canis Majoris (ο1 CMa / 16 Canis Majoris / HD 50877) es una estrella en la constelación de Canis Major de magnitud aparente +3,82. Comparte la denominación de Bayer «Ómicron» con la estrella ο2 Canis Majoris, separadas visualmente 2 grados. Aunque físicamente no están relacionadas ya que se hallan separadas al menos 70 años luz, se piensa que ambas estrellas nacieron en el mismo complejo de gas y polvo interestelar.
A una incierta distancia de 1980 años luz del sistema solar, Ómicron1 Canis Majoris es una estrella supergigante anaranjada de tipo espectral K2Iab. Es una estrella fría de 4000 K de temperatura y, como tal, una parte significativa de su radiación es emitida en la región infrarroja, siendo 65.000 veces más luminosa que el Sol. Su tamaño es mucho más grande que el del Sol, siendo su diámetro 530 veces mayor. Si se encontrase en el centro del sistema solar, se extendería un 60% más allá de la órbita de Marte. Con una masa de 18 masas solares, actualmente fusiona su helio interno, y en un futuro acabará explotando como una supernova.
Ómicron1 Canis Majoris está catalogada como una variable irregular de tipo LC, variando su brillo de magnitud +3,78 a +3,99.